# Lisbeth Jacobsen
Lisbeth Jacobsen (født 17. april 1957) er en dansk kok, som er opvokset i Hadsten. Hendes restaurant, Restaurationen, i København blev tildelt en stjerne i Michelinguiden i 1995 og 1999.

## Karriere
Hun kom i lære på Hotel Royal, hvor hun blev udlært som både kok og tjener i starten af 1980’erne. Efter læretiden arbejdede hun på flere Københavnske restauranter, blandt andet Restaurant Lumskebugten, Restaurant Kommandanten og Restaurant Saison.
Fra 1991 drev hun sammen med sin mand, Bo Jacobsen, Restaurationen, hvor hun stod for dessertkøkkenet, oste og bagværk samt selve driften af restauranten.